# Vålerenga Fotball 2019
Questa voce raccoglie le informazioni riguardanti il Vålerenga Fotball nelle competizioni ufficiali della stagione 2019.

## Stagione
Il Vålerenga ha chiuso la stagione al 10º posto, mentre l'avventura nel Norgesmesterskapet è terminata al terzo turno, con l'eliminazione subita per mano del Bærum.
Il calciatore più utilizzato in stagione è stato Bård Finne, a quota 32 presenze tra campionato e coppe. Finne è stato anche il miglior marcatore stagionale del club, con 11 reti tra tutte le competizioni.

## Maglie e sponsor
Lo sponsor tecnico per la stagione 2019 è stato Umbro, mentre lo sponsor ufficiale è stato DnB. La divisa casalinga è composta da una maglietta blu con inserti bianchi e rossi, pantaloncini bianchi e calzettoni rossi. Quella da trasferta era invece composta da una maglietta rosa con rifiniture nere, pantaloncini e calzettoni neri.
| Casa | Trasferta |

## Rosa
| N. |                       | Ruolo | Calciatore                 |
| -- | --------------------- | ----- | -------------------------- |
| 1  | Norvegia (bandiera)   | P     | Kjetil Haug                |
| 2  | Norvegia (bandiera)   | D     | Markus Nakkim              |
| 3  | Norvegia (bandiera)   | D     | Johan Lædre Bjørdal        |
| 4  | Norvegia (bandiera)   | D     | Jonatan Tollås Nation      |
| 5  | Messico (bandiera)    | D     | Efraín Juárez              |
| 6  | Kosovo (bandiera)     | C     | Herolind Shala             |
| 7  | Costa Rica (bandiera) | A     | Deyver Vega                |
| 8  | Norvegia (bandiera)   | C     | Magnus Lekven              |
| 9  | Costa Rica (bandiera) | A     | Mayron George              |
| 9  | Norvegia (bandiera)   | A     | Fitim Azemi                |
| 10 | Islanda (bandiera)    | A     | Matthías Vilhjálmsson      |
| 11 | Norvegia (bandiera)   | A     | Bård Finne                 |
| 13 | Norvegia (bandiera)   | P     | Kristoffer-August Klaesson |
| 14 | Ghana (bandiera)      | C     | Mohammed Abu               |
| 15 | Norvegia (bandiera)   | C     | Odin Thiago Holm           |
| 16 | Svezia (bandiera)     | C     | Erik Israelsson            |
| 17 | Norvegia (bandiera)   | D     | Leo Cornic                 |
| 18 | Norvegia (bandiera)   | D     | Christian Borchgrevink     |
| 19 | Nigeria (bandiera)    | A     | Peter Michael              |

| N. |                      | Ruolo | Calciatore            |
| -- | -------------------- | ----- | --------------------- |
| 20 | Norvegia (bandiera)  | C     | Sakarias Opsahl       |
| 21 | Ghana (bandiera)     | P     | Adam Larsen Kwarasey  |
| 22 | Norvegia (bandiera)  | D     | Ivan Näsberg          |
| 23 | Norvegia (bandiera)  | C     | Felix Myhre           |
| 24 | Norvegia (bandiera)  | D     | Oskar Opsahl          |
| 25 | Canada (bandiera)    | D     | Sam Adekugbe          |
| 26 | Norvegia (bandiera)  | A     | Aron Dønnum           |
| 27 | Danimarca (bandiera) | D     | Pierre Kanstrup       |
| 28 | Guinea (bandiera)    | A     | Ousmane Camara        |
| 29 | Norvegia (bandiera)  | C     | Mohammed Fellah       |
| 29 | Norvegia (bandiera)  | C     | Magnus Retsius Grødem |
| 33 | Norvegia (bandiera)  | D     | Amin Nouri            |
| 34 | Norvegia (bandiera)  | C     | Brede Sandmoen        |
| 35 | Norvegia (bandiera)  | A     | Fredrik Oppegård      |
| 36 | Norvegia (bandiera)  | A     | Sander Werni          |
| 38 | Norvegia (bandiera)  | P     | Christoffer Bugge     |
| 40 | Nigeria (bandiera)   | C     | Chidera Ejuke         |
| 41 | Norvegia (bandiera)  | P     | Jørgen Johnsen        |

## Calciomercato

### Sessione invernale(dal 09/01 al 01/04)
| Arrivi | Arrivi                | Arrivi        | Arrivi     |
| R.     | Nome                  | da            | Modalità   |
| ------ | --------------------- | ------------- | ---------- |
| D      | Efraín Juárez         |               | svincolato |
| D      | Johan Lædre Bjørdal   | Zulte Waregem | definitivo |
| C      | Mohammed Abu          | Columbus Crew | definitivo |
| C      | Odin Thiago Holm      | Ranheim       | definitivo |
| C      | Erik Israelsson       | PEC Zwolle    | definitivo |
| C      | Herolind Shala        |               | svincolato |
| A      | Deyver Vega           | Brann         | definitivo |
| A      | Matthías Vilhjálmsson | Rosenborg     | definitivo |

| Partenze         | Partenze                | Partenze        | Partenze      |
| R.               | Nome                    | a               | Modalità      |
| ---------------- | ----------------------- | --------------- | ------------- |
| D                | Felipe Carvalho         | Nacional        | prestito      |
| D                | Samúel Kári Friðjónsson | Viking          | prestito      |
| D                | Kristoffer Hay          |                 | svincolato    |
| D                | Enar Jääger             |                 | svincolato    |
| D                | Amin Nouri              | Ostenda         | prestito      |
| C                | Odin Thiago Holm        | Tiller          | prestito      |
| C                | Abdisalam Ibrahim       |                 | svincolato    |
| C                | Magnus Retsius Grødem   | Ullensaker/Kisa | prestito      |
| A                | Thomas Elsebutangen     | Grorud          | prestito      |
| A                | Daniel Fredheim Holm    |                 | svincolato    |
| A                | Sam Johnson             | Real Salt Lake  | definitivo    |
| Altre operazioni |                         |                 |               |
| R.               | Nome                    | da              | Modalità      |
| C                | Mohammed Abu            | Columbus Crew   | fine prestito |
| C                | Erik Israelsson         | PEC Zwolle      | fine prestito |

### Tra le due sessioni
| Arrivi | Arrivi                 | Arrivi          | Arrivi        |
| R.     | Nome                   | da              | Modalità      |
| ------ | ---------------------- | --------------- | ------------- |
| P      | Kjetil Haug            | Sogndal         | prestito      |
| D      | Christian Borchgrevink | Notodden        | fine prestito |
| C      | Magnus Retsius Grødem  | Ullensaker/Kisa | fine prestito |

| Partenze | Partenze               | Partenze        | Partenze   |
| R.       | Nome                   | a               | Modalità   |
| -------- | ---------------------- | --------------- | ---------- |
| D        | Christian Borchgrevink | Notodden        | prestito   |
| D        | Oskar Opsahl           | Skeid           | prestito   |
| C        | Felix Myhre            | Bodø/Glimt      | prestito   |
| C        | Sakarias Opsahl        | Ullensaker/Kisa | prestito   |
| A        | Chidera Ejuke          | Heerenveen      | definitivo |

### Sessione estiva(dal 01/08 al 31/08)
| Arrivi | Arrivi          | Arrivi         | Arrivi     |
| R.     | Nome            | da             | Modalità   |
| ------ | --------------- | -------------- | ---------- |
| P      | Kjetil Haug     | Sogndal        | definitivo |
| D      | Pierre Kanstrup | Erzurumspor FK | prestito   |
| A      | Ousmane Camara  | AFC Eskilstuna | definitivo |
| A      | Mayron George   | Midtjylland    | prestito   |

| Partenze         | Partenze              | Partenze | Partenze      |
| R.               | Nome                  | a        | Modalità      |
| ---------------- | --------------------- | -------- | ------------- |
| D                | Leo Cornic            | Bærum    | prestito      |
| D                | Harald Martin Hauso   | Oppsal   | prestito      |
| C                | Magnus Retsius Grødem | Vejle    | definitivo    |
| A                | Fitim Azemi           | Tromsø   | prestito      |
| A                | Peter Michael         | Skeid    | prestito      |
| A                | Fredrik Oppegård      | PSV      | prestito      |
| Altre operazioni |                       |          |               |
| R.               | Nome                  | da       | Modalità      |
| P                | Kjetil Haug           | Sogndal  | fine prestito |

### Dopo la sessione estiva
| Arrivi | Arrivi          | Arrivi | Arrivi     |
| R.     | Nome            | da     | Modalità   |
| ------ | --------------- | ------ | ---------- |
| C      | Mohammed Fellah |        | svincolato |

| Partenze | Partenze | Partenze | Partenze |
| R.       | Nome     | a        | Modalità |
| -------- | -------- | -------- | -------- |

## Risultati

### Eliteserien

#### Girone di andata
| Arbitro: | Hagenes (Flaktveit) |

|                       |           |  |
| Vilhjálmsson 19’, 69’ | Marcatori |  |

| Arbitro: | Hafsås (Trondheim) |

|                   |           |  |
| Bye 45’ Hoven 85’ | Marcatori |  |

| Arbitro: | Moen (Haugesund) |

|                                                   |           |                          |
| Finne 13’ Wangberg 30’ (aut.) Ejuke 60’ Shala 75’ | Marcatori | 71’ (aut.) Lædre Bjørdal |

| Arbitro: | Hansen (Feda) |

|            |           |           |
| Barmen 22’ | Marcatori | 38’ Shala |

| Arbitro: | Smehus Kringstad |

|            |           |  |
| Dønnum 90’ | Marcatori |  |

| Arbitro: | Skjerven (Kaupanger) |

|             |           |           |
| Høiland 71’ | Marcatori | 69’ Ejuke |

| Arbitro: | Hagenes (Flaktveit) |

|                    |           |                                               |
| Karlsen 58’ (rig.) | Marcatori | 53’ Vilhjálmsson 54’, 64’ Vega 73’, 90’ Ejuke |

| Arbitro: | Hagen (Grue) |

|                      |           |  |
| Dønnum 26’ Shala 67’ | Marcatori |  |

| Arbitro: | Steen (Bergen) |

|                  |           |            |
| Hanche-Olsen 65’ | Marcatori | 48’ George |

| Arbitro: | Moen (Haugesund) |

|  |           |                                   |
|  | Marcatori | 15’, 62’ Lehne Olsen 70’ Salquist |

| Arbitro: | Saggi (Drammen) |

|                                           |           |  |
| Adegbenro 14’ de Lanlay 66’ Søderlund 86’ | Marcatori |  |

| Arbitro: | Steen (Bergen) |

|           |           |              |
| Finne 34’ | Marcatori | 19’ Salvesen |

| Arbitro: | Hagenes (Flaktveit) |

|          |           |                                     |
| Koné 77’ | Marcatori | 14’, 41’ Finne 39’ Dønnum 61’ Ejuke |

| Arbitro: | Smehus Kringstad (Oslo) |

|                                                                      |           |  |
| Dønnum 7’, 17’ Finne 25’ Vilhjálmsson 29’ (rig.) Shala 84’ Ejuke 90’ | Marcatori |  |

| Arbitro: | Saggi (Drammen) |

|                                                                         |           |            |
| Omoijuanfo 6’ Wolff Eikrem 50’ Ulland Andersen 53’ (rig.) Ellingsen 81’ | Marcatori | 60’ Nakkim |

#### Girone di ritorno
| Arbitro: | Hansen (Feda) |

|                  |           |          |
| Vilhjálmsson 76’ | Marcatori | 8’ Sørmo |

| Arbitro: | Skjerven (Kaupanger) |

|                            |           |                              |
| Vilsvik 39’ Keita 49’, 62’ | Marcatori | 51’ Dønnum 71’ Lædre Bjørdal |

| Arbitro: | Hafsås (Trondheim) |

|          |           |                        |
| Shala 2’ | Marcatori | 48’ Sandberg 64’ Velde |

| Arbitro: | Hagenes (Flaktveit) |

|                                                   |           |  |
| Saltnes 10’ Evjen 55’ Dønnum 58’ (aut.) Sveen 71’ | Marcatori |  |

| Arbitro: | Skjerven (Kaupanger) |

|                  |           |                     |
| Borchgrevink 60’ | Marcatori | 54’ Eggen Hedenstad |

| Arbitro: | Hagen (Grue) |

|              |           |  |
| Lindseth 44’ | Marcatori |  |

| Arbitro: | Hagenes (Flaktveit) |

|  |           |                                          |
|  | Marcatori | 5’, 23’ Østensen 75’ Pereira 79’ Källman |

| Arbitro: | Hansen (Feda) |

|           |           |            |
| Finne 62’ | Marcatori | 86’ Erlien |

| Arbitro: | Kjensli (Oslo) |

|          |           |           |
| Risa 90’ | Marcatori | 56’ Finne |

| Arbitro: | Hagen (Grue) |

|  |           |                     |
|  | Marcatori | 6’ Skytte 17’ Kassi |

| Lillestrøm 26 ottobre 2019, ore 16:00 26ª giornata | Lillestrøm           | 0 – 0 referto | Vålerenga | Åråsen Stadion (9.884 spett.)\| Arbitro: \| Skjerven (Kaupanger) \| |
| Arbitro:                                           | Skjerven (Kaupanger) |               |           |                                                                     |

| Arbitro: | Hansen (Feda) |

|           |           |  |
| Shala 45’ | Marcatori |  |

| Tromsø 10 novembre 2019, ore 18:00 28ª giornata | Tromsø             | 0 – 0 referto | Vålerenga | Alfheim Stadion (2.575 spett.)\| Arbitro: \| Hafsås (Trondheim) \| |
| Arbitro:                                        | Hafsås (Trondheim) |               |           |                                                                    |

| Arbitro: | Saggi (Drammen) |

|  |           |                                                  |
|  | Marcatori | 23’ Hestad 31’ Bolly 58’ Christensen 82’ Hussain |

| Arbitro: | Steen (Bergen) |

|             |           |  |
| Brustad 53’ | Marcatori |  |

### Norgesmesterskapet
| Arbitro: | Bodding |

|  |           |                         |
|  | Marcatori | 18’, 59’ Azemi 69’ Vega |

| Arbitro: | Heydary |

|  |           |                                                  |
|  | Marcatori | 11’, 61’ Vilhjálmsson 55’, 65’, 78’ (rig.) Finne |

| Arbitro: | Heydary |

|                                                                |           |                                      |
| Aubert 41’ (rig.) Ifejilika 52’ Berg 57’ Kidane 62’ Rogulj 81’ | Marcatori | 8’ Dønnum 35’ Ejuke 73’ Vilhjálmsson |

## Statistiche

### Statistiche di squadra
| Competizione       | Punti | In casa | In casa | In casa | In casa | In casa | In casa | In trasferta | In trasferta | In trasferta | In trasferta | In trasferta | In trasferta | Totale | Totale | Totale | Totale | Totale | Totale | DR |
| Competizione       | Punti | G       | V       | N       | P       | Gf      | Gs      | G            | V            | N            | P            | Gf           | Gs           | G      | V      | N      | P      | Gf     | Gs     | DR |
| ------------------ | ----- | ------- | ------- | ------- | ------- | ------- | ------- | ------------ | ------------ | ------------ | ------------ | ------------ | ------------ | ------ | ------ | ------ | ------ | ------ | ------ | -- |
| Eliteserien        | 34    | 15      | 6       | 4       | 5       | 23      | 20      | 15           | 2            | 6            | 7            | 16           | 24           | 30     | 8      | 10     | 12     | 39     | 44     | -5 |
| Norgesmesterskapet | -     | 0       | 0       | 0       | 0       | 0       | 0       | 3            | 2            | 0            | 1            | 11           | 5            | 3      | 2      | 0      | 1      | 11     | 5      | +6 |
| Totale             | -     | 15      | 6       | 4       | 5       | 23      | 20      | 18           | 4            | 6            | 8            | 27           | 29           | 33     | 10     | 10     | 13     | 50     | 49     | +1 |

### Andamento in campionato
| Giornata  | 1 | 2 | 3 | 4 | 5 | 6 | 7 | 8 | 9 | 10 | 11 | 12 | 13 | 14 | 15 | 16 | 17 | 18 | 19 | 20 | 21 | 22 | 23 | 24 | 25 | 26 | 27 | 28 | 29 | 30 |
| --------- | - | - | - | - | - | - | - | - | - | -- | -- | -- | -- | -- | -- | -- | -- | -- | -- | -- | -- | -- | -- | -- | -- | -- | -- | -- | -- | -- |
| Luogo     | C | T | C | T | C | T | T | C | T | C  | T  | C  | T  | C  | T  | C  | T  | C  | T  | C  | T  | C  | C  | T  | C  | T  | C  | T  | C  | T  |
| Risultato | V | P | V | N | V | N | V | V | N | P  | P  | N  | V  | V  | P  | N  | P  | P  | P  | N  | P  | P  | N  | N  | P  | N  | V  | N  | P  | P  |
| Posizione | 1 | 8 | 4 | 6 | 2 | 4 | 3 | 2 | 3 | 4  | 5  | 5  | 4  | 4  | 4  | 4  | 6  | 6  | 6  | 7  | 8  | 9  | 9  | 9  | 9  | 9  | 9  | 10 | 10 | 10 |

Fonte:  Eliteserien 2019, su altomfotball.no, Altomfotball. URL consultato il 19 marzo 2021 (archiviato dall'url originale il 10 aprile 2021).
Legenda:

Luogo: C = Casa; T = Trasferta. Risultato: V = Vittoria; N = Pareggio; P = Sconfitta.

### Statistiche dei giocatori
| Giocatore          | Eliteserien | Eliteserien | Eliteserien | Eliteserien | Norgesmesterskapet | Norgesmesterskapet | Norgesmesterskapet | Norgesmesterskapet | Coppe europee | Coppe europee | Coppe europee | Coppe europee | Altre coppe | Altre coppe | Altre coppe | Altre coppe | Totale   | Totale | Totale      | Totale     |
| Giocatore          | Presenze    | Reti        | Ammonizioni | Espulsioni  | Presenze           | Reti               | Ammonizioni        | Espulsioni         | Presenze      | Reti          | Ammonizioni   | Espulsioni    | Presenze    | Reti        | Ammonizioni | Espulsioni  | Presenze | Reti   | Ammonizioni | Espulsioni |
| ------------------ | ----------- | ----------- | ----------- | ----------- | ------------------ | ------------------ | ------------------ | ------------------ | ------------- | ------------- | ------------- | ------------- | ----------- | ----------- | ----------- | ----------- | -------- | ------ | ----------- | ---------- |
| M. Abu             | 24          | 0           | 1           | 1           | 2                  | 0                  | 0                  | 0                  |               |               |               |               |             |             |             |             | 26       | 0      | 1           | 1          |
| S. Adekugbe        | 24          | 0           | 4           | 0           | 1                  | 0                  | 0                  | 0                  |               |               |               |               |             |             |             |             | 25       | 0      | 4           | 0          |
| F. Azemi           | 11          | 0           | 0           | 1           | 2                  | 2                  | 0                  | 0                  |               |               |               |               |             |             |             |             | 13       | 2      | 0           | 1          |
| C. Borchgrevink    | 12          | 1           | 4           | 0           | 1                  | 0                  | 0                  | 0                  |               |               |               |               |             |             |             |             | 13       | 1      | 4           | 0          |
| C. Bugge           | 0           | 0           | 0           | 0           | 0                  | 0                  | 0                  | 0                  |               |               |               |               |             |             |             |             | 0        | 0      | 0           | 0          |
| O. Camara          | 6           | 0           | 0           | 0           | -                  | -                  | -                  | -                  |               |               |               |               |             |             |             |             | 6        | 0      | 0           | 0          |
| A. Dønnum          | 25          | 6           | 3           | 1           | 3                  | 1                  | 0                  | 0                  |               |               |               |               |             |             |             |             | 28       | 7      | 3           | 1          |
| C. Ejuke           | 14          | 6           | 2           | 0           | 2                  | 1                  | 0                  | 0                  |               |               |               |               |             |             |             |             | 16       | 7      | 2           | 0          |
| M. Fellah          | 6           | 0           | 0           | 0           | -                  | -                  | -                  | -                  |               |               |               |               |             |             |             |             | 6        | 0      | 0           | 0          |
| B. Finne           | 29          | 8           | 1           | 0           | 3                  | 3                  | 0                  | 0                  |               |               |               |               |             |             |             |             | 32       | 11     | 1           | 0          |
| M. George          | 10          | 2           | 0           | 0           | -                  | -                  | -                  | -                  |               |               |               |               |             |             |             |             | 10       | 2      | 0           | 0          |
| K. Haug            | 0           | 0           | 0           | 0           | 2                  | 0                  | 0                  | 0                  |               |               |               |               |             |             |             |             | 2        | 0      | 0           | 0          |
| O. Holm            | 1           | 0           | 0           | 0           | 0                  | 0                  | 0                  | 0                  |               |               |               |               |             |             |             |             | 1        | 0      | 0           | 0          |
| E. Israelsson      | 6           | 0           | 1           | 0           | 2                  | 0                  | 0                  | 0                  |               |               |               |               |             |             |             |             | 8        | 0      | 1           | 0          |
| J. Johnsen         | 0           | 0           | 0           | 0           | 0                  | 0                  | 0                  | 0                  |               |               |               |               |             |             |             |             | 0        | 0      | 0           | 0          |
| E. Juárez          | 19          | 0           | 4           | 1           | 2                  | 0                  | 0                  | 0                  |               |               |               |               |             |             |             |             | 21       | 0      | 4           | 1          |
| P. Kanstrup        | 11          | 0           | 0           | 0           | -                  | -                  | -                  | -                  |               |               |               |               |             |             |             |             | 11       | 0      | 0           | 0          |
| K. Klaesson        | 12          | -23         | 0           | 0           | 0                  | 0                  | 0                  | 0                  |               |               |               |               |             |             |             |             | 12       | -23    | 0           | 0          |
| J. Lædre Bjørdal   | 27          | 1           | 6           | 0           | 1                  | 0                  | 0                  | 0                  |               |               |               |               |             |             |             |             | 28       | 1      | 6           | 0          |
| A. Larsen Kwarasey | 18          | -21         | 0           | 0           | 1                  | -5                 | 0                  | 0                  |               |               |               |               |             |             |             |             | 19       | -26    | 0           | 0          |
| M. Lekven          | 30          | 0           | 3           | 0           | 1                  | 0                  | 0                  | 0                  |               |               |               |               |             |             |             |             | 31       | 0      | 3           | 0          |
| P. Michael         | 0           | 0           | 0           | 0           | 0                  | 0                  | 0                  | 0                  |               |               |               |               |             |             |             |             | 0        | 0      | 0           | 0          |
| F. Myhre           | 17          | 0           | 0           | 0           | 2                  | 0                  | 1                  | 0                  |               |               |               |               |             |             |             |             | 19       | 0      | 1           | 0          |
| M. Nakkim          | 7           | 1           | 0           | 0           | 2                  | 0                  | 0                  | 0                  |               |               |               |               |             |             |             |             | 9        | 1      | 0           | 0          |
| I. Näsberg         | 22          | 0           | 3           | 0           | 1                  | 0                  | 0                  | 0                  |               |               |               |               |             |             |             |             | 23       | 0      | 3           | 0          |
| A. Nouri           | 4           | 0           | 0           | 0           | 0                  | 0                  | 0                  | 0                  |               |               |               |               |             |             |             |             | 4        | 0      | 0           | 0          |
| F. Oppegård        | 0           | 0           | 0           | 0           | 0                  | 0                  | 0                  | 0                  |               |               |               |               |             |             |             |             | 0        | 0      | 0           | 0          |
| O. Opsahl          | 0           | 0           | 0           | 0           | 2                  | 0                  | 0                  | 0                  |               |               |               |               |             |             |             |             | 2        | 0      | 0           | 0          |
| S. Opsahl          | 1           | 0           | 0           | 0           | 2                  | 0                  | 0                  | 0                  |               |               |               |               |             |             |             |             | 3        | 0      | 0           | 0          |
| M. Retsius Grødem  | 1           | 0           | 0           | 0           | 1                  | 0                  | 0                  | 0                  |               |               |               |               |             |             |             |             | 2        | 0      | 0           | 0          |
| B. Sandmoen        | 0           | 0           | 0           | 0           | 0                  | 0                  | 0                  | 0                  |               |               |               |               |             |             |             |             | 0        | 0      | 0           | 0          |
| H. Shala           | 21          | 6           | 4           | 0           | 1                  | 0                  | 0                  | 0                  |               |               |               |               |             |             |             |             | 22       | 6      | 4           | 0          |
| J. Tollås Nation   | 10          | 0           | 0           | 1           | 2                  | 0                  | 0                  | 0                  |               |               |               |               |             |             |             |             | 12       | 0      | 0           | 1          |
| D. Vega            | 20          | 2           | 4           | 0           | 1                  | 1                  | 0                  | 0                  |               |               |               |               |             |             |             |             | 21       | 3      | 4           | 0          |
| M. Vilhjálmsson    | 28          | 5           | 0           | 0           | 2                  | 3                  | 0                  | 0                  |               |               |               |               |             |             |             |             | 30       | 8      | 0           | 0          |
| S. Werni           | 0           | 0           | 0           | 0           | 1                  | 0                  | 0                  | 0                  |               |               |               |               |             |             |             |             | 1        | 0      | 0           | 0          |